# Шебаль, Фати
Фати Шебаль (фр. Fathi Chebel; род. 18 августа 1956, Лион, Франция) — алжирский футболист, играл на позиции полузащитника.
Шебаль родился во Франции и провёл большую часть своей футбольной карьеры в различных французских клубах: «Вильфранш», «Нанси», «Мец», «Безансон», «Расинг», «Руан», «Безье», «Бурж», «Мартиг», «Кретей» и «Ланс».

## Достижения

### Клубные
- Обладатель Кубка Франции в сезоне 1977/1978 в составе «Нанси»

### Со сборной Алжира
- Попал в заявку сборной на Чемпионат мира 1986 года в Мексике